# Juan Alonzo
Juan Alberto Alonzo (ur. 1911, zm. ?) – były kubański piłkarz, reprezentant kraju. Podczas kariery występował na pozycji pomocnika.

## Kariera klubowa
Podczas kariery piłkarskiej Juan Alonzo występował w klubie Fortuna Hawana.

## Kariera reprezentacyjna
Juan Alonzo występował w reprezentacji Kuby w latach trzydziestych. W 1938 roku uczestniczył w mistrzostwach świata. Na mundialu we Francji wystąpił tylko w przegranym 0-8 meczu ćwierćfinałowym ze Szwecją.